# RkCO Rekowo
RkCO Rekowo – Radiokomunikacyjne Centrum Odbiorcze (RkCO Gdynia) uruchomione w 1970 roku, znajdujące się w Rekowie Górnym. Do końca 2003 obiekt był wykorzystywany do łączności morskiej i wraz ze stacją nadawczą w Gdyni Oksywiu wchodził w skład stacji brzegowej "Gdynia-Radio". Od 2004 roku pełnił rolę stacji nadawczej wykorzystywanej przez Radio Kaszëbë. 2 stycznia 2015 roku, o godzinie 20:07:02 maszt runął w wyniku silnego wiatru.

## Parametry
- Wysokość posadowienia podpory anteny: 71 m n.p.m.
- Wysokość zawieszenia systemów antenowych: Radio: 64 m n.p.t.[2]

## Transmitowane programy
| LP | Program       | Właściciel                  | Częstotliwość | Moc nadajnika | Polaryzacja |
| -- | ------------- | --------------------------- | ------------- | ------------- | ----------- |
| 1  | Radio Kaszëbë | Stowarzyszenie Ziemia Pucka | 98,90 MHz     | 2 kW          | pozioma     |